# 赤柱天后廟

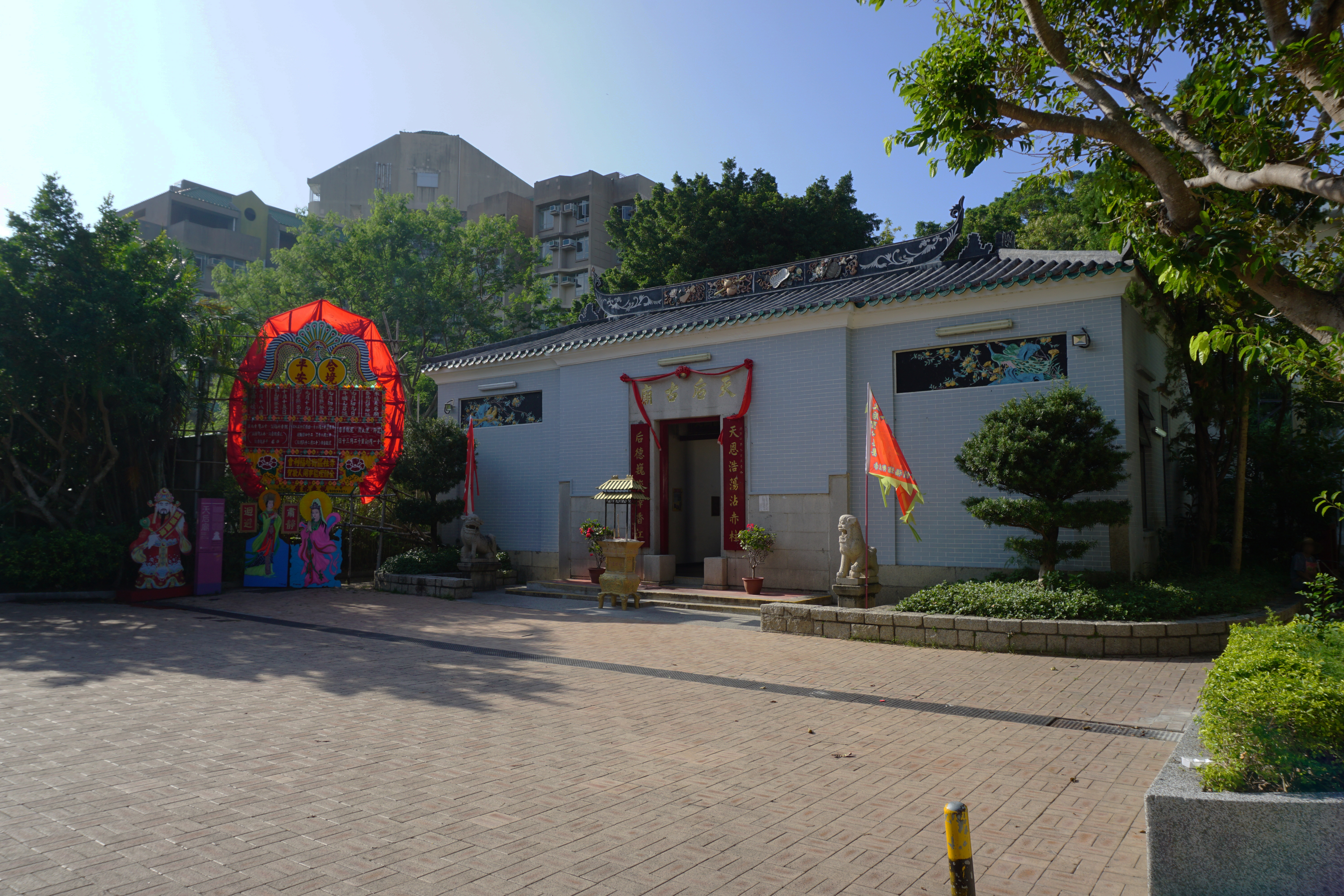
赤柱天后廟外觀

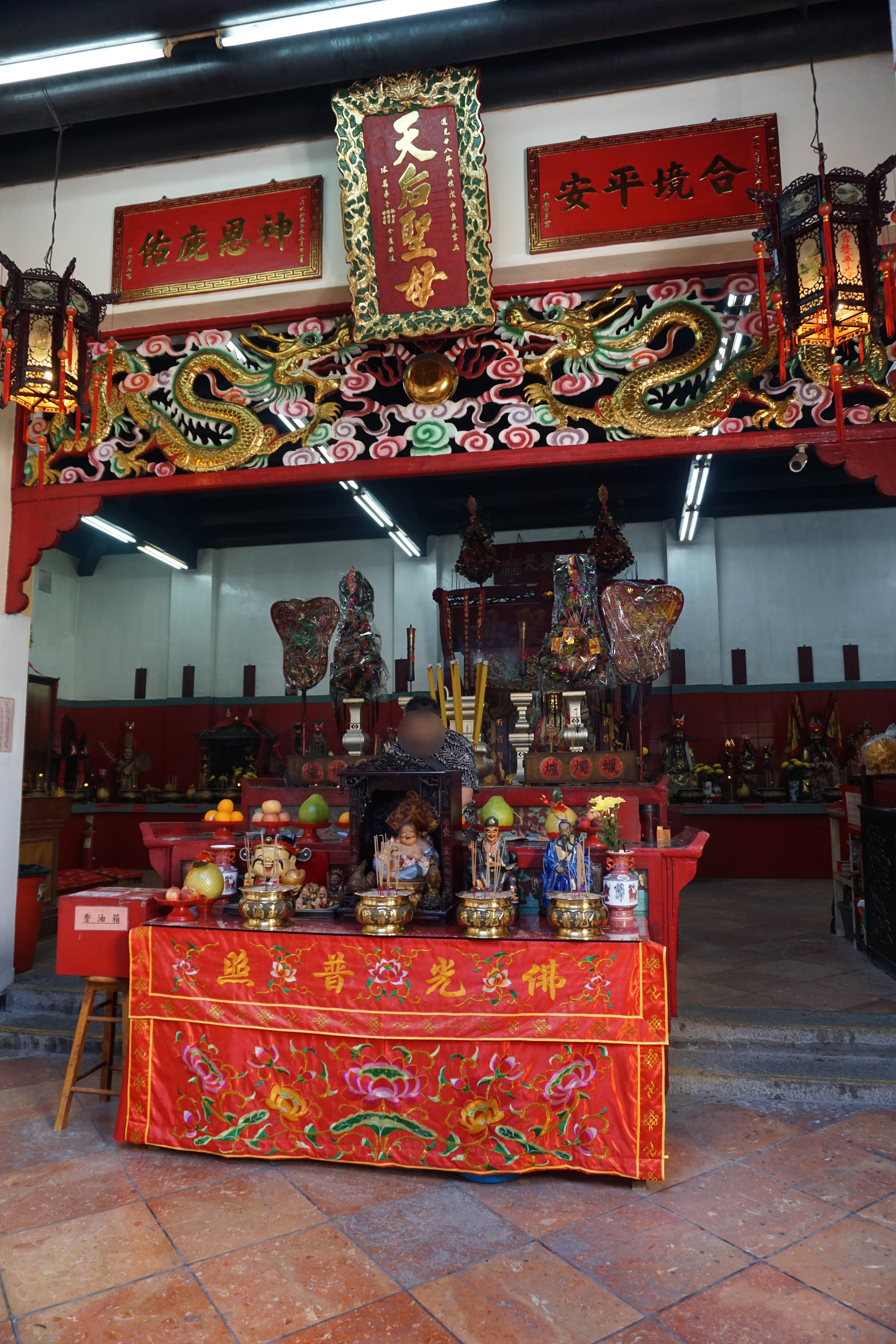
赤柱天后廟內貌

赤柱天后廟是香港南區歷史最悠久的一所天后廟，位於赤柱赤柱大街近馬坑村。

## 歷史
赤柱天后廟建於清朝乾隆三十二年（1767年），現時廟內仍存有於建廟時鑄造的銅鐘。
1941年，香港保衛戰，日軍戰機轟炸赤柱，附近居民躲進天后廟內，後來有一枚炸彈落在廟外，但沒有爆炸，因此被相信是天后娘娘顯靈。
1942年，赤柱當地曾發現老虎，被殺後虎皮掛在廟內一道側牆。
1962年颱風溫黛吹襲香港，赤柱天后廟損毀嚴重，破壞了該廟原有的宏偉面貌。

## 建築
赤柱天后廟屬於二進式的四合院設計，中間設有天井。由於1962年颱風溫黛已吹毀該廟原有的不少建築，因此政府一直沒有為其進行歷史評級。